# Шклов
Шклов (блр. Шклоў) је град Белорусији у Могиљовској области. Према процени из 2012. у граду је живело 16.288 становника.

## Географија
Налази се на реци Дњепру, 35 километара удаљен од регионалног центра Могиљева.

## Историја
Први писани податак води у 1535. године, где су пре била села Хотимка и Стари Шклов. Град је 1772. године ушао у састав Руске царевине, а дотад је од 1708. године био под Швеђанима. Име је добио по истоименој реци Шкловки. У њему је у 18-19. веку живело много Јевреја (80%).
Град су као посед држали многи магнати, пре Србина лепотана Зорића-Неранџића 1777. године. У граду је имао велики посед са 16.000 душа (кметова) руски генерал Симеон Гавриловић Зорић-Неранџић, један од великих "фаворита" руске царице Катарине II. Имање је било у његовим рукама 1777-1799. године, а ту је и умро и сахрањен. "Красавец Семјон" је у свом граду изгради луксузни дворац, који се у време када га је посетио земљак Сава Текелија (1788) још градио. Године 2007. у граду му је у градском парку подигнут споменик висок 2,5 метра, као заслужном господару града. Споменик на којем је приказан као млад, леп и насмејан човек са периком на глави - у покрету, створила су четворица аутора (два вајара и две архитекте). Беле тополе око споменика је лично Зорић у своје време садио као украс.
Зорић је у Шклову основао и "Крепосни - Зорићев театар" 1778-1780. године у којем су играли кметови. Поред представа ту су радиле балетска и музичка школа. Српски књижевник и реформатор Доситеј Обрадовић боравио је 1788. године у гостима код Зорића у Шклову. Том приликом је љубазни домаћин пристао да буде мецена Обрадовићев; платио је објављивање једне његове књиге, оне о баснама.
Царица Катарина II је неколико пута походила Шклов, боравећи у гостима код миљеника "красавеца Семјона" (лепотана Симеона). Дана 31. маја 1780. године код господара Шклова су били у гостима руска царица Катарина II и аустријски цар Јосиф II (син Марије Терезије), тада ратни савезници. Шклов је био њен велики поклон свом љубимцу, којег је у ствари "отерао" Потемкин.
Симеон је у Шклову основао племићку "Кадетску школу" (за школовање руских официра), са 60 кадета коју је сам издржавао. Из тог сада "Кадетског корпуса" (Благородно училишће) (1793) са 300 питомаца ће проистећи Први Московски кадетски корпус у Москви. Васпитаници - кадети су 1801. године премештени као и школа у Москву.
Симеон Зорић као власник града од истог је направио један од значајних културних и друштвених центара Руске царевине. Притом је имао проблема (а и они са њим!) са Јеврејима. Они су се често против њега жалили због његовог самовољног понашања. Јевреје је ма колико богате третирао као и остале кметове. Притом је им је кажу наплаћивао све, изузев "ваздуха који дишу".
Атракција града Шклова је необични споменик подигнут 2007. године - "краставцу". Краставац је од тада један од препознатљивих симбола и атракција града.

## Становништво
Према процени, у граду је 2012. живело 16.288 становника.
| 1979.  | 1989.  | 1999.  | 2009.  | 2012.  |
| ------ | ------ | ------ | ------ | ------ |
| 11.814 | 14.893 | 14.893 | 16.439 | 16.288 |